# David Régnier
Pour les articles homonymes, voir Régnier.
David Régnier, né le 27 août 1925 à Verrières-le-Buisson et mort le 20 juin 1944 à L'Isle-Adam, est un résistant français. Il est le neveu d'Honoré d'Estienne d'Orves. Après avoir rejoint début 1944 le maquis de Seine-et-Oise, il est arrêté et interné par les Allemands avec son groupe au camp de Ronquerolles et fusillé le lendemain, à l'âge de 18 ans.

## Biographie
David Jean Louis Régnier, naît à Verrières-le-Buisson, le 27 août 1925, fils de Maurice Régnier, négociant, et de Catherine d'Estienne d'Orves, sœur aînée d'Honoré d'Estienne d'Orves. Il passe son enfance en Gironde d'où est originaire son père, qui y possède un domaine viticole dans le Médoc. En 1931 il est scolarisé à Saint-Georges-de-Didonne en Charente. L'année suivante la famille, qui compte cinq enfants, s'installe définitivement à Verrières. Scolarisé à Royan lors de la déclaration de guerre, son père étant mobilisé puis fait prisonnier, il revient à Verrières, où la demeure familiale est réquisitionnée par les Allemands. En 1940, il entre en seconde au Lycée Lakanal à Sceaux, où il poursuit ses études jusqu'en 1943, obtenant le  baccalauréat. 
Au lycée, il fait partie de la Jeunesse étudiante chrétienne (JEC),,.
La mort de son oncle, Honoré d'Estienne d'Orves, fusillé par les Allemands en septembre 1941 le marque profondément,.
Visant l'École navale, admis en classe préparatoire au Lycée Louis-le-Grand, il entre dans un groupe d'étudiants résistants qui lui fait découvrir le mouvement de résistance Défense de la France, dirigé par Philippe Viannay. Il adhère à ce mouvement et, abandonnant ses études pour passer dans la clandestinité, il devient rapidement responsable d'un réseau de distribution de journaux clandestins et de tracts. Puis, il prend le commandement d'un corps franc chargé de protéger ceux qui distribuent le matériel de propagande et les armes,. Il  assure de nombreuses liaisons et missions.

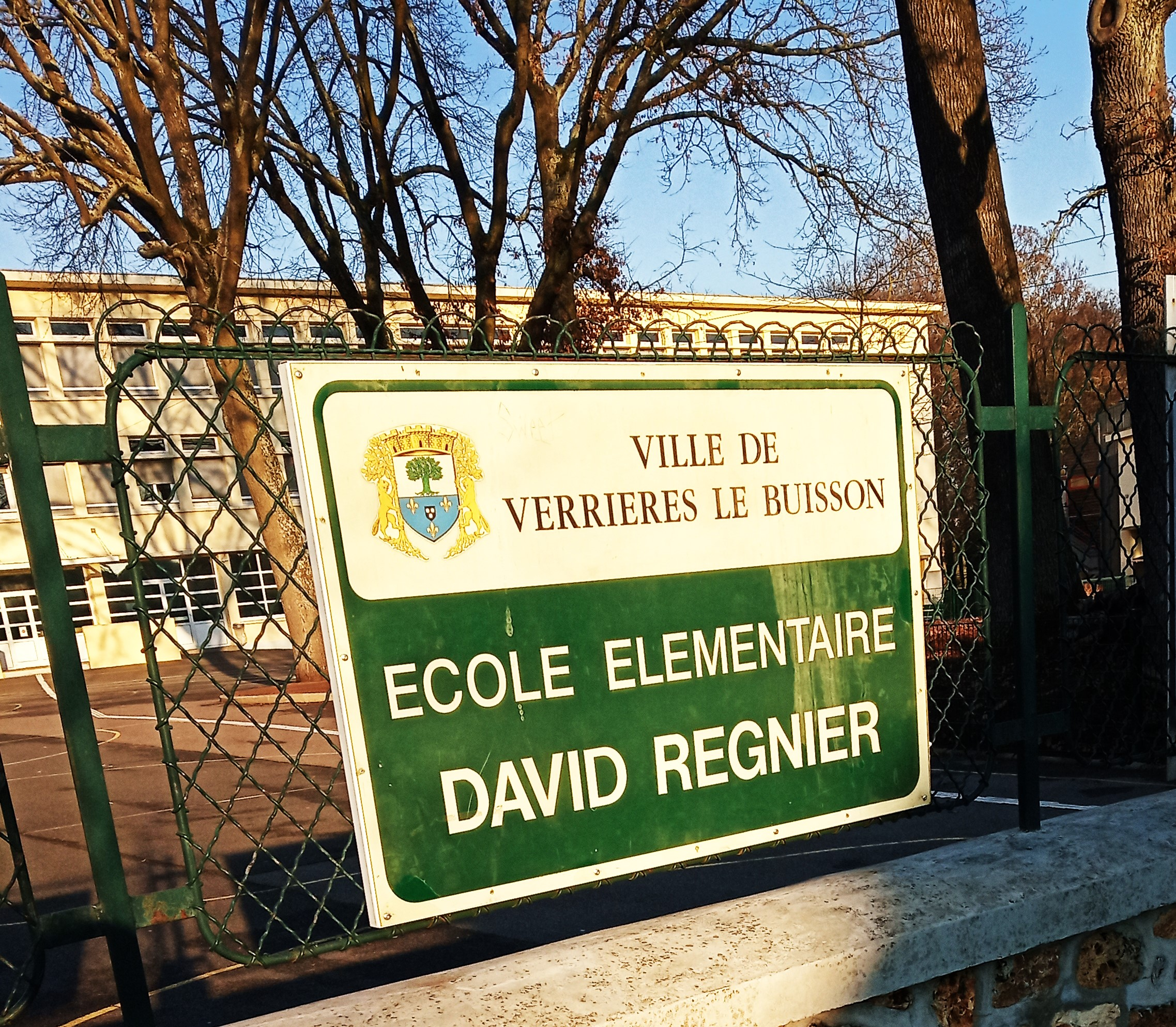
Verrières-le-Buisson, école élémentaire David Régnier

Au printemps 1944, il rejoint le maquis de Seine-et-Oise Nord créé par Philippe Viannay dans la forêt de Ronquerolles. Il prend le commandement du groupe chargé de la protection du poste de commandement (PC) et participe aux opérations dans le cadre du Plan vert,. 
Le 17 juin 1944, à la tête de son groupe, il fait dérailler un train chargé de chars en pièces détachées sur la ligne Paris-Creil puis il attaque au pistolet-mitrailleur un convoi de troupes immobilisé par la destruction de la voie,.
Deux jours plus tard, à la suite d'une dénonciation, trois bataillons allemands appuyés par des automitrailleuses, encerclent le bois de Ronquerolles où se trouve le poste de commandement du maquis et le commandant Philippe Viannay. A 60 hommes contre 1 000, et dans des combats acharnés, David Régnier se bat jusqu'à l'épuisement de ses munitions contribuant à la dispersion du maquis et du commandant Philippe Viannay. Blessé, il est fait prisonnier avec plusieurs de ses camarades et est fusillé le lendemain, 20 juin 1944, à l'Isle-Adam, il avait 18 ans,.
Inhumé au cimetière de L'Isle-Adam, comme ses dix camarades fusillés, ses cendres sont transférées dans la sépulture familiale, au cimetière de Verrières-le-Buisson le 11 novembre 1981,,.

## Reconnaissance
Il est reconnu « Mort pour la France » et « Interné résistant »,.

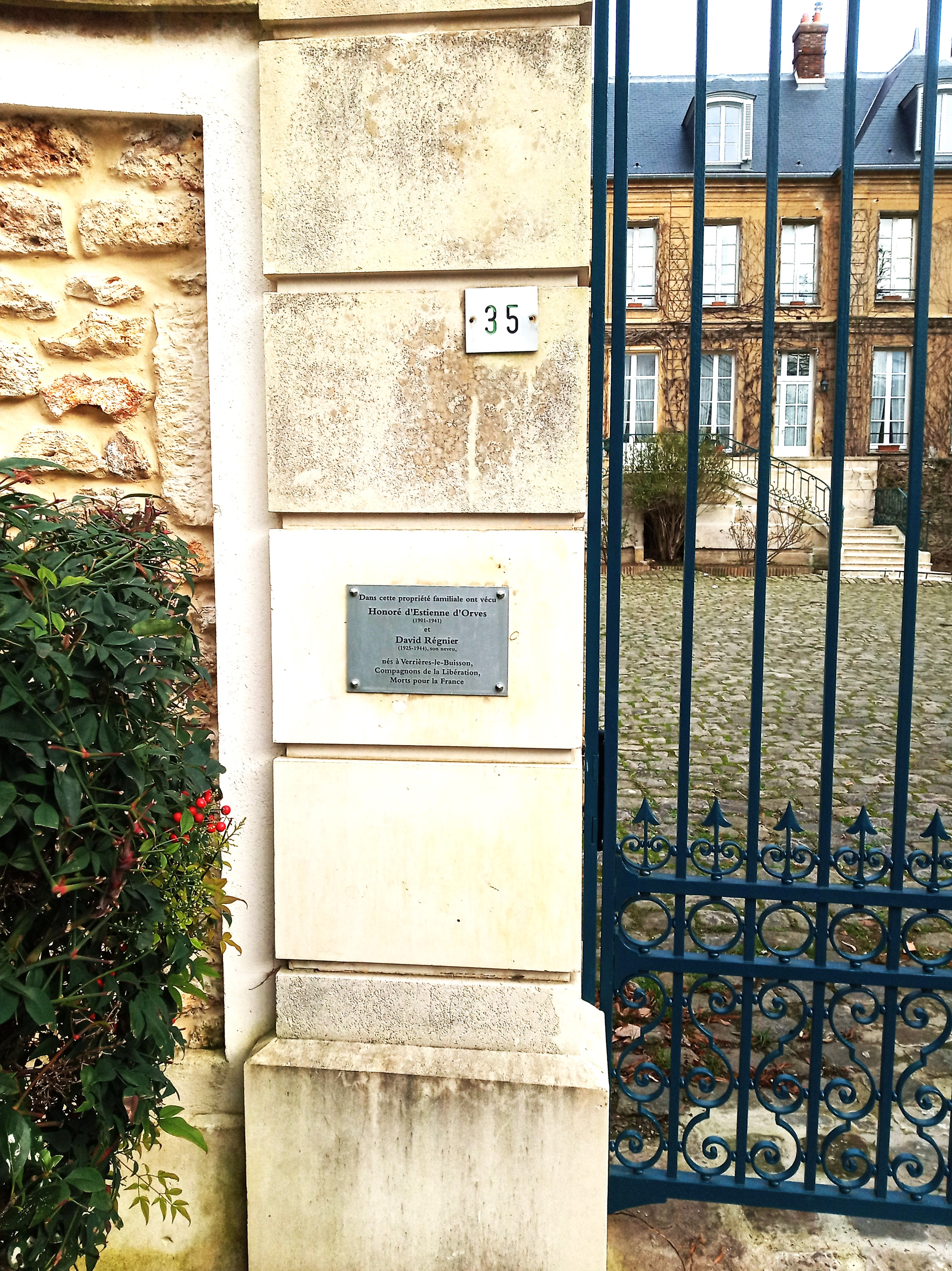
Verrières-le-Buisson, plaque mémorielle Honoré d'Estienne d'Orves et David Régnier.

Son nom est gravé sur le monument commémoratif, érigé à L'Isle-Adam, sur le lieu où « le 20 juin 1944 onze volontaires de la Résistance ont été assassinés par l'ennemi. ». Il est également inscrit sur le Monument aux morts de Verrières-le-Buisson.
Une école élémentaire porte son nom à Verrières-le-Buisson.

## Distinctions
- Chevalier de la Légion d'honneur[5]
- Compagnon de la Libération à titre posthume par décret du 17 novembre 1945[5]
- Croix de guerre 1939–1945, palme de bronze[5]
- Médaille de la Résistance française par décret du 15 octobre 1945[11]